# Drepanolejeunea subacuta
Drepanolejeunea subacuta là một loài Rêu trong họ Lejeuneaceae. Loài này được (Horik.) H.A. Mill., Bonner & Bischl. mô tả khoa học đầu tiên năm 1962.